# لينوود
لينوود (بالإنجليزية: Linwood, Kansas)‏ هي مدينة تقع في مقاطعة ليفينوورث، كانزاس بولاية كانساس في الولايات المتحدة. تبلغ مساحة هذه المدينة 1.89 (كم²)، وترتفع عن سطح البحر 245 م، بلغ عدد سكانها 375 نسمة في عام 2010 حسب إحصاء مكتب تعداد الولايات المتحدة وتصل الكثافة السكانية فيها 203.9 نسمة/كم2.

## التركيبة السكانية
قام مكتب تعداد الولايات المتحدة بتحديد بيانات التركيبة السكانية للينوودفي تعداد الولايات المتحدة. في ما يلي، التركيبة السكانية حسب تعدادي 2000 و2010.

### تعداد عام 2000
بلغ عدد سكان لينوود 374 نسمة بحسب تعداد عام 2000، وبلغ عدد الأسر 129 أسرة وعدد العائلات 87 عائلة مقيمة في المدينة. في حين سجلت الكثافة السكانية 902.0 نسمة لكل ميل مربع (348.3/كم2). وبلغ عدد الوحدات السكنية 146 وحدة بمتوسط كثافة قدره 352.1 نسمة لكل ميل مربع (135.9/كم2).
وتوزع التركيب العرقي للمدينة بنسبة 90% من البيض و 1% من الأمريكيين الأفارقة و 5% من عرقين مختلطين أو أكثر.
بلغ عدد الأسر 129 أسرة كانت نسبة 45% منها لديها أطفال تحت سن الثامنة عشر تعيش معهم، وبلغ متوسط حجم الأسرة المعيشية 3.5، أما متوسط حجم العائلات فبلغ 2.9.
بلغ العمر الوسطي للسكان 27 عاماً. وكانت نسبة 35% من القاطنين تحت سن الثامنة عشر، وكانت نسبة 13% بين الثامنة عشر والأربعة وعشرون عاماً، ونسبة 30% كانت واقعةً في الفئة العمرية ما بين الخامسة والعشرون حتى والأربعة وأربعون عاماً، ونسبة 17% كانت ما بين الخامسة والأربعون حتى الرابعة والستون، ونسبة 5% كانت ضمن فئة الخامسة والستون عاماً فما فوق. يوجد لكل 100 أنثى 92.8 ذكر، ويوجد لكل 100 أنثى في الثامنة عشر من عمرها فما فوق 93.6 ذكر.
بلغ متوسط دخل الأسرة في المدينة 35,313 دولار، أما متوسط دخل العائلة فبلغ 39,125 دولار. وكان متوسط دخل الذكور 26,875 دولار مقابل 24,896 دولار للإناث. وسجل دخل الفرد الخاص بالمدينة 13,008 دولار. وكانت نسبة 6.1% من العائلات ونسبة 7.2% من السكان تحت خط الفقر، وكان من هؤلاء نسبة 9.5% تحت سن الثامنة عشر ولا أحد منهم في الخامسة والستين من العمر وما فوق.

### تعداد عام 2010
بلغ عدد سكان لينوود 375 نسمة بحسب تعداد عام 2010، وبلغ عدد الأسر 139 أسرة وعدد العائلات 92 عائلة مقيمة في المدينة. في حين سجلت الكثافة السكانية 528.2 نسمة لكل ميل مربع (203.9/كم2). وبلغ عدد الوحدات السكنية 149 وحدة بمتوسط كثافة قدره 209.9 لكل ميل مربع (81.0/كم2).
وتوزع التركيب العرقي للمدينة بنسبة 92.5% من البيض و 0.3% من الأمريكيين الأصليين و 0.3% من الأمريكيين ذوي الأصول الآسيوية و 2.9% من عرقين مختلطين أو أكثر.
بلغ عدد الأسر 139 أسرة كانت نسبة 37.4% منها لديها أطفال تحت سن الثامنة عشر تعيش معهم، وبلغت نسبة الأزواج القاطنين مع بعضهم البعض 42.4% من أصل المجموع الكلي للأسر، ونسبة 10.8% من الأسر كان لديها معيلات من الإناث دون وجود شريك، بينما كانت نسبة 12.9% من الأسر لديها معيلون من الذكور دون وجود شريكة وكانت نسبة 33.8% من غير العائلات. تألفت نسبة 25.9% من أصل جميع الأسر من أفراد ونسبة 8.7% كانوا يعيش معهم شخص وحيد يبلغ من العمر 65 عاماً فما فوق. وبلغ متوسط حجم الأسرة المعيشية 3.14، أما متوسط حجم العائلات فبلغ 2.70.
بلغ العمر الوسطي للسكان 31.8 عاماً. وكانت نسبة 27.2% من القاطنين تحت سن الثامنة عشر، وكانت نسبة 12.8% بين الثامنة عشر والأربعة وعشرون عاماً، ونسبة 30.9% كانت واقعةً في الفئة العمرية ما بين الخامسة والعشرون حتى والأربعة وأربعون عاماً، ونسبة 21% كانت ما بين الخامسة والأربعون حتى الرابعة والستون، ونسبة 8% كانت ضمن فئة الخامسة والستون عاماً فما فوق. وتوزع التركيب الجنسي للسكان بنسبة 53.3% ذكور و46.7% إناث.

## وصلات خارجية
- The US50 - Cities and Towns in Kansas State